# Razac-sur-l'Isle

Razac-sur-l'Isle este o comună în departamentul Dordogne din sud-vestul Franței. În 2009 avea o populație de 2.470 de locuitori.

## Evoluția populației
| An        | 1975  | 1982  | 1990  | 1999  | 2006  | 2009  |
| --------- | ----- | ----- | ----- | ----- | ----- | ----- |
| Populație | 1.702 | 2.062 | 2.212 | 2.276 | 2.394 | 2.470 |